# 오사토촌 (미에현)
오사토촌(大里村)은 미에현 아게군에 설치되었던 촌이다. 현재의 쓰시에 해당한다.